# 応神天皇
応神天皇（おうじんてんのう、旧字体：應神󠄀天皇、仲哀天皇9年12月14日 -  394年?〈応神天皇41年2月15日〉）は、第15代天皇。『日本書紀』での名は誉田天皇（ほむたのすめらみこと）。記紀によると渡来人を用いて国家を発展させたとされ、中世以降は軍神八幡神としても信奉された。実在したとすれば4世紀後半〜5世紀初頭ごろの天皇（大王）と推定されている。

## 略歴
仲哀天皇の第四皇子。母は気長足姫尊（神功皇后）。異母兄に麛坂皇子と忍熊皇子がいる。神功皇后の三韓征伐の帰途に筑紫の宇瀰（神功皇后紀。うみ：福岡県糟屋郡宇美町）、または蚊田（応神天皇紀。かだ：筑後国御井郡賀駄郷あるいは筑前国怡土郡長野村蚊田）で仲哀天皇9年（若井敏明によると西暦367年）に生まれたとされる。応神天皇は胎中天皇とされ、異母兄たちはこれに抵抗して叛乱を起こしたが気長足姫尊によって鎮圧され排除された。摂政となった母により、神功皇后摂政3年に立太子。母が崩御した翌年に即位。
即位2年、仲姫命を皇后として大鷦鷯尊（仁徳天皇）らを得た。他にも多くの妃や皇子女がいた。即位6年、近江へ行幸。『古事記』によればこのとき宮主矢河枝比売を娶り菟道稚郎子と八田皇女を得たと言う。在位中には様々な渡来人の来朝があった。韓人には池を作らせたほか蝦夷や海人を平定して山海の部民を定めた。名のある渡来人には弓月君、阿直岐、王仁、阿知使主といった人物がおり、阿知使主は東漢氏の、弓月君は秦氏の祖である。『古事記』によると和邇吉師（王仁）によって論語と千字文、すなわち儒教と漢字が伝わったという。また即位37年、阿知使主と子の都加使主は縫製の女工を求めるため呉（東晋あるいは南朝宋）に派遣されたという。即位40年、大鷦鷯尊と大山守皇子に相談の上で菟道稚郎子を立太子。即位41年に111歳で崩御。『古事記』では130歳、甲午年9月9日に崩御したとされる。

## 名
- 誉田天皇（ほむたのすめらみこと） - 『日本書紀』、和風諡号
- 誉田別尊（ほむたわけのみこと）- 『日本書紀』
- 胎中天皇（はらのうちにましますすめらみこと）- 『日本書紀』
- 品陀和氣命（ほむだわけのみこと） - 『古事記』
- 大鞆和気命（おおともわけのみこと） - 『古事記』
- 品太天皇（ほむだのすめらみこと）- 『播磨国風土記』
- 凡牟都和希王（ほむつわけのみこ/ほむたわけのみこ）- 『上宮記』逸文。

漢風諡号である「応神天皇」は、代々の天皇と同様、奈良時代に淡海三船によって撰進された。

## 事績

### 后妃と行幸
即位2年3月、仲姫命を立后。子に大鷦鷯尊（仁徳天皇）らがいる。また皇后の姉の高城入姫命との間には大山守皇子らを得た。

#### 宇治行幸
即位6年2月、近江国に行幸し、途中の菟道野（宇治）で歌を詠んだという。
『古事記』によると菟道野から北上して木幡村に到った天皇は道端で美しい少女と出会った。何者か問うと少女は和弭比布礼能意富美（わに の ひふれのおみ）の娘の宮主矢河枝比売（みやぬし やかえひめ）と名乗った。天皇は翌日の帰り道に必ず少女の家に寄ると約束し、少女も父に事情を報告した。翌日、天皇は酒を注ぎながら長い歌を詠み、宮主矢河枝比売を娶った。こうして生まれたのが皇太子となる菟道稚郎子と異母兄の皇后となる八田皇女である。

#### 吉野行幸
即位19年10月、吉野へ行幸。国樔人は白樫で横臼を作って大御酒を醸した。その大御酒をたてまつる時、口鼓を撃って演じ歌を詠んだ。
吉野は山深い土地であり、日本書紀が書かれた奈良時代初頭でも吉野の人々が来朝することはまれであった。しかし時折、名産品を献上するときがあり、国主らはその際にこの歌を詠んだという。

#### 吉備行幸
即位22年春3月5日、難波の大隅宮に行幸。14日、高台に登り遠望した。その時、妃の兄媛（えひめ）が西の方を望んで嘆いた。なぜ嘆いているのかを問うと故郷の父母が恋しいからだと兄媛は答えた。兄媛は吉備氏の娘であり故郷の方角を見て望郷の念にかられたのだった。そこで兄媛の里帰りの希望を許し、淡路の御原の海人八十人を水手として集めた。そして4月に大津から吉備に向かう兄媛を見送って歌を詠んだ。
秋になって天皇は吉備へ行幸することにした。9月6日に淡路で狩りをし、小豆島を経て10月10日に吉備の葉田葦守宮に至った。そのとき兄媛の兄の御友別が出迎えて一族総出で食事を奉った。天皇は御友別の謹惶（かしこまり）を喜び、その子孫たちに吉備国を割いて封じることにした。彼らが吉備上道臣、下道臣祖などの祖となった。また織部（はとりべ）が兄媛に与えられた。『古事記』では対応する伝承が応神記ではなく仁徳記にあり、兄媛は黒日売という名で登場する。御友別にあたる人物は登場せず、黒日売が自ら大御飯（おおみけ）を献上する。

### 行政

#### 国土開発と渡来人
即位3年10月、「蝦夷をもって厩坂道作らしむ」
即位5年8月、「諸国に令して、海人及び山守を定む」
即位7年9月、「高麗人・百済人・任那人・新羅人、並（ならび）に来朝（まうけ）り」
即位9年4月、武内宿禰を百姓の監察に筑紫へ遣わした際、その弟の甘美内宿禰が兄を廃そうとして天皇に讒言した。それは武内宿禰が筑紫と三韓を率いて天下を奪おうとしているという内容だった。武内宿禰は神功皇后の新羅出兵や天皇の即位に尽力した功臣である。しかし天皇は甘美内宿禰を疑わず武内宿禰を誅殺するため使いを出した。驚き嘆いた武内宿禰だったが、壱岐真根子（壱伎直祖）という者が自ら進み出て身代わりとなって死んだ。武内宿禰はひとり悲しみながらも南海を通って帰国し天皇の前で甘美内宿禰と抗弁して争った。判断がつかなかった天皇は磯城川のほとりに出て探湯で二人を戦わせることにした。武内宿禰が勝ち、敗れた甘美内宿禰は兄に殺されそうになった。命だけは天皇の勅によって救われたが、その身は紀直らの祖に隷属民として授けられたという。
即位11年10月、武内宿禰に命じて「剣池・軽池（かるのいけ）・鹿垣池（ししかきのいけ）・厩坂池（うまやさかのいけ）を作る」
剣池は奈良県橿原市石川町の石川池という。『古事記』にも同様の国土開発記事が見え、「この御世に、海部（あまべ）、山部、山守部、伊勢部を定めたまひき。また、剣池（つるぎのいけ）を作りき。また新羅人参渡（まいわた）り来つ。ここをもちて建内宿禰命引い率て、堤池に役ちて、百済池（くだらのいけ）を作りき」とある。
即位14年、弓月君（秦氏の先祖）が百済から来朝して窮状を上奏し援軍を求めた。弓月君は百二十県の民を率いての帰化を希望していたが新羅の妨害によって叶わず、その民は加羅に留まっていた。そこで葛城襲津彦を派遣したが三年経っても弓月君の民を連れて帰還することはなかった。
即位16年8月、新羅の妨害を防いで弓月君の民の渡来させるため平群木菟宿禰と的戸田宿禰が率いる精鋭が派遣され新羅国境に軍を展開した。新羅への牽制は功を奏し、無事に弓月君の民が渡来した。
即位15年8月、百済の阿花王（阿莘王）が良馬二頭を阿直岐（あちき）に付けて献上した。この阿直岐は阿直岐史の祖であり、経典が読めたので菟道稚郎子の師となった。
即位16年2月、天皇はさらに優れた人物を望み、阿直岐から推薦された王仁（わに）を呼び寄せた。王仁は書首（ふみのおびと）の祖である。『古事記』にも同様の記事が見えるが、百済の王は照古王（近肖古王）とされ、阿知吉師（阿直岐）は牡馬と牝馬を献上し、阿直史らの祖となったとある。また天皇が「もし賢人しき人あらば貢上れ」と仰せになったので「命を受けて貢上れる人、名は和邇吉師（わにきし）。すなわち論語十巻、千字文一巻、併せて十一巻をこの人に付けてすなわち貢進りき。この和爾吉師は文首等の祖。また手人韓鍛（てひとからかぬち）名は卓素（たくそ）また呉服（くれはとり）の西素（さいそ）二人を貢上りき」とある。この論語と千字文の貢進がそれぞれ儒教と漢字の伝来とされている。
即位20年9月、倭の漢直の祖阿知使主（あちのおみ）が、その子都加使主、並びに己が党類十七県、さらに七姓漢人を率いて渡来。
即位37年、阿知使主と都加使主は縫製女工（きぬぬいおみな）を求めるため呉へ派遣された。これは倭王讃の朝貢にも比定される。またこれらは神功皇后紀における『魏志』と『晋起居注』（現存せず）の引用を除けば『日本書紀』における中国関連最初の記事である。

#### 武庫水門の火災
即位31年、武庫水門に停泊していた新羅の使者の失火により多くの船が失われてしまった。これらは即位5年10月に伊豆国へ命じて造らせた長さ十丈の「枯野」という船が老朽化したため、その代わりとして建造されたものだった。「枯野」とは船が軽く速く進む様子から名付けられたというが、それなら「軽野」と呼ぶはずであり後代に訛ったのではないかと日本書紀では推察されている。老朽化した「枯野」は塩を作るための薪にされ、塩は諸国に配られ、それを資金源として作られた新たな五百艘の船が武庫水門に集っていたというわけである。新羅王は船を燃やしてしまった謝罪として技術者を献上した。技術者たちは猪名部（いなべ）の祖先とされる。焼け残りの材木は琴にされ、その音が遠くまでよく音が聞こえたので天皇は歌を詠んだ。
『古事記』では対応する伝承が応神記ではなく仁徳記にあり、河内の菟寸河にあった大木を「枯野」にしたと書かれている。この木の影は朝には淡路島を、夕方には高安山を隠すほど巨大で、船になってからは淡路島の寒泉（しみず）を飲料水として運ぶ役目を担ったと言われており、「この船、破れ壊れ、以ちて塩を焼き、其の焼け残れる木を取りて琴を作るに、其の音、七里に響きき」とある。新たな造船と続く失火については記載がない。

### 菟道稚郎子の立太子
即位40年1月8日、天皇は大山守命と大鷦鷯尊を呼び寄せ「お前たち、子どもは愛おしいか？」と尋ねた。二人が肯定すると次に「年長と年少ではどちらがより愛おしいか？」と尋ねた。大山守命が年長だと答えると天皇は不機嫌になった。そこで大鷦鷯尊が空気を読んで「年長は多く年月を経て既に成熟しており心配ありません。しかし年少は未だ未熟であり大変心配で愛おしいものです」と答えた。天皇は「その通りだ」と大変喜んだ。天皇はかねてから年少の菟道稚郎子を立太子しようと思っていたので、年長の二皇子の気持ちも知りたいと思いこの問いをしたのだった。
同年同月24日、天皇は菟道稚郎子を皇太子とし、大鷦鷯尊には太子の補佐役として国事を仕切らせ、大山守命には山川林野を任せた。大山守命はこれを不服に思い、翌年に天皇が崩御すると反乱を起こすこととなる。また菟道稚郎子は即位を拒否し、大鷦鷯尊との譲り合いの末に自決した。結局、皇位を継いだのは大鷦鷯尊だった（仁徳天皇）。

## 系譜

### 系図
|                           |                           |                           |                           |                           |                           |  |  |              |              |              |              |              |              |  |  |                           |                           |                           |                           |                           |                           |  |  |                         |                         |                         |                         |                         |                         |  |  |             |             |             |             |             |             |  |  |                             |                             |                             |                             |                             |                             |  |  |                |                |                |                |                |                |  |  |                           |                           |                           |                           |                           |                           |  |  |  |  |  |  |  |  |  |  |  |  |  |  |  |  |  |  |  |  |  |  |  |  |  |  |  |  |  |  |
|                           |                           |                           |                           |                           |                           |  |  |              |              |              |              |              |              |  |  |                           |                           |                           |                           |                           |                           |  |  |                         |                         |                         |                         |                         |                         |  |  |             |             |             |             |             |             |  |  |                             |                             |                             |                             |                             |                             |  |  |                |                |                |                |                |                |  |  |                           |                           |                           |                           |                           |                           |  |  |  |  |  |  |  |  |  |  |  |  |  |  |  |  |  |  |  |  |  |  |  |  |  |  |  |  |  |  |
|                           |                           |                           |                           |                           |                           |  |  | 10 崇神天皇  | 10 崇神天皇  | 10 崇神天皇  | 10 崇神天皇  | 10 崇神天皇  | 10 崇神天皇  |  |  | 彦坐王                    | 彦坐王                    | 彦坐王                    | 彦坐王                    | 彦坐王                    | 彦坐王                    |  |  |                         |                         |                         |                         |                         |                         |  |  |             |             |             |             |             |             |  |  |                             |                             |                             |                             |                             |                             |  |  |                |                |                |                |                |                |  |  |                           |                           |                           |                           |                           |                           |  |  |  |  |  |  |  |  |  |  |  |  |  |  |  |  |  |  |  |  |  |  |  |  |  |  |  |  |  |  |
|                           |                           |                           |                           |                           |                           |  |  | 10 崇神天皇  | 10 崇神天皇  | 10 崇神天皇  | 10 崇神天皇  | 10 崇神天皇  | 10 崇神天皇  |  |  | 彦坐王                    | 彦坐王                    | 彦坐王                    | 彦坐王                    | 彦坐王                    | 彦坐王                    |  |  |                         |                         |                         |                         |                         |                         |  |  |             |             |             |             |             |             |  |  |                             |                             |                             |                             |                             |                             |  |  |                |                |                |                |                |                |  |  |                           |                           |                           |                           |                           |                           |  |  |  |  |  |  |  |  |  |  |  |  |  |  |  |  |  |  |  |  |  |  |  |  |  |  |  |  |  |  |
|                           |                           |                           |                           |                           |                           |  |  |              |              |              |              |              |              |  |  |                           |                           |                           |                           |                           |                           |  |  |                         |                         |                         |                         |                         |                         |  |  |             |             |             |             |             |             |  |  |                             |                             |                             |                             |                             |                             |  |  |                |                |                |                |                |                |  |  |                           |                           |                           |                           |                           |                           |  |  |  |  |  |  |  |  |  |  |  |  |  |  |  |  |  |  |  |  |  |  |  |  |  |  |  |  |  |  |
| 豊城入彦命                | 豊城入彦命                | 豊城入彦命                | 豊城入彦命                | 豊城入彦命                | 豊城入彦命                |  |  | 11 垂仁天皇  | 11 垂仁天皇  | 11 垂仁天皇  | 11 垂仁天皇  | 11 垂仁天皇  | 11 垂仁天皇  |  |  | 丹波道主命                | 丹波道主命                | 丹波道主命                | 丹波道主命                | 丹波道主命                | 丹波道主命                |  |  | 山代之大筒木真若王      | 山代之大筒木真若王      | 山代之大筒木真若王      | 山代之大筒木真若王      | 山代之大筒木真若王      | 山代之大筒木真若王      |  |  |             |             |             |             |             |             |  |  |                             |                             |                             |                             |                             |                             |  |  |                |                |                |                |                |                |  |  |                           |                           |                           |                           |                           |                           |  |  |  |  |  |  |  |  |  |  |  |  |  |  |  |  |  |  |  |  |  |  |  |  |  |  |  |  |  |  |
| 豊城入彦命                | 豊城入彦命                | 豊城入彦命                | 豊城入彦命                | 豊城入彦命                | 豊城入彦命                |  |  | 11 垂仁天皇  | 11 垂仁天皇  | 11 垂仁天皇  | 11 垂仁天皇  | 11 垂仁天皇  | 11 垂仁天皇  |  |  | 丹波道主命                | 丹波道主命                | 丹波道主命                | 丹波道主命                | 丹波道主命                | 丹波道主命                |  |  | 山代之大筒木真若王      | 山代之大筒木真若王      | 山代之大筒木真若王      | 山代之大筒木真若王      | 山代之大筒木真若王      | 山代之大筒木真若王      |  |  |             |             |             |             |             |             |  |  |                             |                             |                             |                             |                             |                             |  |  |                |                |                |                |                |                |  |  |                           |                           |                           |                           |                           |                           |  |  |  |  |  |  |  |  |  |  |  |  |  |  |  |  |  |  |  |  |  |  |  |  |  |  |  |  |  |  |
|                           |                           |                           |                           |                           |                           |  |  |              |              |              |              |              |              |  |  |                           |                           |                           |                           |                           |                           |  |  |                         |                         |                         |                         |                         |                         |  |  |             |             |             |             |             |             |  |  |                             |                             |                             |                             |                             |                             |  |  |                |                |                |                |                |                |  |  |                           |                           |                           |                           |                           |                           |  |  |  |  |  |  |  |  |  |  |  |  |  |  |  |  |  |  |  |  |  |  |  |  |  |  |  |  |  |  |
| 〔上毛野氏〕 〔下毛野氏〕 | 〔上毛野氏〕 〔下毛野氏〕 | 〔上毛野氏〕 〔下毛野氏〕 | 〔上毛野氏〕 〔下毛野氏〕 | 〔上毛野氏〕 〔下毛野氏〕 | 〔上毛野氏〕 〔下毛野氏〕 |  |  | 12 景行天皇  | 12 景行天皇  | 12 景行天皇  | 12 景行天皇  | 12 景行天皇  | 12 景行天皇  |  |  | 倭姫命                    | 倭姫命                    | 倭姫命                    | 倭姫命                    | 倭姫命                    | 倭姫命                    |  |  | 迦邇米雷王              | 迦邇米雷王              | 迦邇米雷王              | 迦邇米雷王              | 迦邇米雷王              | 迦邇米雷王              |  |  |             |             |             |             |             |             |  |  |                             |                             |                             |                             |                             |                             |  |  |                |                |                |                |                |                |  |  |                           |                           |                           |                           |                           |                           |  |  |  |  |  |  |  |  |  |  |  |  |  |  |  |  |  |  |  |  |  |  |  |  |  |  |  |  |  |  |
| 〔上毛野氏〕 〔下毛野氏〕 | 〔上毛野氏〕 〔下毛野氏〕 | 〔上毛野氏〕 〔下毛野氏〕 | 〔上毛野氏〕 〔下毛野氏〕 | 〔上毛野氏〕 〔下毛野氏〕 | 〔上毛野氏〕 〔下毛野氏〕 |  |  | 12 景行天皇  | 12 景行天皇  | 12 景行天皇  | 12 景行天皇  | 12 景行天皇  | 12 景行天皇  |  |  | 倭姫命                    | 倭姫命                    | 倭姫命                    | 倭姫命                    | 倭姫命                    | 倭姫命                    |  |  | 迦邇米雷王              | 迦邇米雷王              | 迦邇米雷王              | 迦邇米雷王              | 迦邇米雷王              | 迦邇米雷王              |  |  |             |             |             |             |             |             |  |  |                             |                             |                             |                             |                             |                             |  |  |                |                |                |                |                |                |  |  |                           |                           |                           |                           |                           |                           |  |  |  |  |  |  |  |  |  |  |  |  |  |  |  |  |  |  |  |  |  |  |  |  |  |  |  |  |  |  |
|                           |                           |                           |                           |                           |                           |  |  |              |              |              |              |              |              |  |  |                           |                           |                           |                           |                           |                           |  |  |                         |                         |                         |                         |                         |                         |  |  |             |             |             |             |             |             |  |  |                             |                             |                             |                             |                             |                             |  |  |                |                |                |                |                |                |  |  |                           |                           |                           |                           |                           |                           |  |  |  |  |  |  |  |  |  |  |  |  |  |  |  |  |  |  |  |  |  |  |  |  |  |  |  |  |  |  |
|                           |                           |                           |                           |                           |                           |  |  | 日本武尊     | 日本武尊     | 日本武尊     | 日本武尊     | 日本武尊     | 日本武尊     |  |  | 13 成務天皇               | 13 成務天皇               | 13 成務天皇               | 13 成務天皇               | 13 成務天皇               | 13 成務天皇               |  |  | 息長宿禰王              | 息長宿禰王              | 息長宿禰王              | 息長宿禰王              | 息長宿禰王              | 息長宿禰王              |  |  |             |             |             |             |             |             |  |  |                             |                             |                             |                             |                             |                             |  |  |                |                |                |                |                |                |  |  |                           |                           |                           |                           |                           |                           |  |  |  |  |  |  |  |  |  |  |  |  |  |  |  |  |  |  |  |  |  |  |  |  |  |  |  |  |  |  |
|                           |                           |                           |                           |                           |                           |  |  | 日本武尊     | 日本武尊     | 日本武尊     | 日本武尊     | 日本武尊     | 日本武尊     |  |  | 13 成務天皇               | 13 成務天皇               | 13 成務天皇               | 13 成務天皇               | 13 成務天皇               | 13 成務天皇               |  |  | 息長宿禰王              | 息長宿禰王              | 息長宿禰王              | 息長宿禰王              | 息長宿禰王              | 息長宿禰王              |  |  |             |             |             |             |             |             |  |  |                             |                             |                             |                             |                             |                             |  |  |                |                |                |                |                |                |  |  |                           |                           |                           |                           |                           |                           |  |  |  |  |  |  |  |  |  |  |  |  |  |  |  |  |  |  |  |  |  |  |  |  |  |  |  |  |  |  |
|                           |                           |                           |                           |                           |                           |  |  | 14 仲哀天皇  | 14 仲哀天皇  | 14 仲哀天皇  | 14 仲哀天皇  | 14 仲哀天皇  | 14 仲哀天皇  |  |  |                           |                           |                           |                           |                           |                           |  |  | 神功皇后 （仲哀天皇后） | 神功皇后 （仲哀天皇后） | 神功皇后 （仲哀天皇后） | 神功皇后 （仲哀天皇后） | 神功皇后 （仲哀天皇后） | 神功皇后 （仲哀天皇后） |  |  |             |             |             |             |             |             |  |  |                             |                             |                             |                             |                             |                             |  |  |                |                |                |                |                |                |  |  |                           |                           |                           |                           |                           |                           |  |  |  |  |  |  |  |  |  |  |  |  |  |  |  |  |  |  |  |  |  |  |  |  |  |  |  |  |  |  |
|                           |                           |                           |                           |                           |                           |  |  | 14 仲哀天皇  | 14 仲哀天皇  | 14 仲哀天皇  | 14 仲哀天皇  | 14 仲哀天皇  | 14 仲哀天皇  |  |  |                           |                           |                           |                           |                           |                           |  |  | 神功皇后 （仲哀天皇后） | 神功皇后 （仲哀天皇后） | 神功皇后 （仲哀天皇后） | 神功皇后 （仲哀天皇后） | 神功皇后 （仲哀天皇后） | 神功皇后 （仲哀天皇后） |  |  |             |             |             |             |             |             |  |  |                             |                             |                             |                             |                             |                             |  |  |                |                |                |                |                |                |  |  |                           |                           |                           |                           |                           |                           |  |  |  |  |  |  |  |  |  |  |  |  |  |  |  |  |  |  |  |  |  |  |  |  |  |  |  |  |  |  |
|                           |                           |                           |                           |                           |                           |  |  | 15 応神天皇  |              |              |              |              |              |  |  |                           |                           |                           |                           |                           |                           |  |  |                         |                         |                         |                         |                         |                         |  |  |             |             |             |             |             |             |  |  |                             |                             |                             |                             |                             |                             |  |  |                |                |                |                |                |                |  |  |                           |                           |                           |                           |                           |                           |  |  |  |  |  |  |  |  |  |  |  |  |  |  |  |  |  |  |  |  |  |  |  |  |  |  |  |  |  |  |
|                           |                           |                           |                           |                           |                           |  |  |              |              |              |              |              |              |  |  |                           |                           |                           |                           |                           |                           |  |  |                         |                         |                         |                         |                         |                         |  |  |             |             |             |             |             |             |  |  |                             |                             |                             |                             |                             |                             |  |  |                |                |                |                |                |                |  |  |                           |                           |                           |                           |                           |                           |  |  |  |  |  |  |  |  |  |  |  |  |  |  |  |  |  |  |  |  |  |  |  |  |  |  |  |  |  |  |
|                           |                           |                           |                           |                           |                           |  |  |              |              |              |              |              |              |  |  |                           |                           |                           |                           |                           |                           |  |  |                         |                         |                         |                         |                         |                         |  |  |             |             |             |             |             |             |  |  |                             |                             |                             |                             |                             |                             |  |  |                |                |                |                |                |                |  |  |                           |                           |                           |                           |                           |                           |  |  |  |  |  |  |  |  |  |  |  |  |  |  |  |  |  |  |  |  |  |  |  |  |  |  |  |  |  |  |
|                           |                           |                           |                           |                           |                           |  |  | 16 仁徳天皇  | 16 仁徳天皇  | 16 仁徳天皇  | 16 仁徳天皇  | 16 仁徳天皇  | 16 仁徳天皇  |  |  | 菟道稚郎子                | 菟道稚郎子                | 菟道稚郎子                | 菟道稚郎子                | 菟道稚郎子                | 菟道稚郎子                |  |  |                         |                         |                         |                         |                         |                         |  |  |             |             |             |             |             |             |  |  |                             |                             |                             |                             |                             |                             |  |  | 稚野毛二派皇子 | 稚野毛二派皇子 | 稚野毛二派皇子 | 稚野毛二派皇子 | 稚野毛二派皇子 | 稚野毛二派皇子 |  |  |                           |                           |                           |                           |                           |                           |  |  |  |  |  |  |  |  |  |  |  |  |  |  |  |  |  |  |  |  |  |  |  |  |  |  |  |  |  |  |
|                           |                           |                           |                           |                           |                           |  |  | 16 仁徳天皇  | 16 仁徳天皇  | 16 仁徳天皇  | 16 仁徳天皇  | 16 仁徳天皇  | 16 仁徳天皇  |  |  | 菟道稚郎子                | 菟道稚郎子                | 菟道稚郎子                | 菟道稚郎子                | 菟道稚郎子                | 菟道稚郎子                |  |  |                         |                         |                         |                         |                         |                         |  |  |             |             |             |             |             |             |  |  |                             |                             |                             |                             |                             |                             |  |  | 稚野毛二派皇子 | 稚野毛二派皇子 | 稚野毛二派皇子 | 稚野毛二派皇子 | 稚野毛二派皇子 | 稚野毛二派皇子 |  |  |                           |                           |                           |                           |                           |                           |  |  |  |  |  |  |  |  |  |  |  |  |  |  |  |  |  |  |  |  |  |  |  |  |  |  |  |  |  |  |
|                           |                           |                           |                           |                           |                           |  |  |              |              |              |              |              |              |  |  |                           |                           |                           |                           |                           |                           |  |  |                         |                         |                         |                         |                         |                         |  |  |             |             |             |             |             |             |  |  |                             |                             |                             |                             |                             |                             |  |  |                |                |                |                |                |                |  |  |                           |                           |                           |                           |                           |                           |  |  |  |  |  |  |  |  |  |  |  |  |  |  |  |  |  |  |  |  |  |  |  |  |  |  |  |  |  |  |
|                           |                           |                           |                           |                           |                           |  |  | 17 履中天皇  | 17 履中天皇  | 17 履中天皇  | 17 履中天皇  | 17 履中天皇  | 17 履中天皇  |  |  | 18 反正天皇               | 18 反正天皇               | 18 反正天皇               | 18 反正天皇               | 18 反正天皇               | 18 反正天皇               |  |  | 19 允恭天皇             | 19 允恭天皇             | 19 允恭天皇             | 19 允恭天皇             | 19 允恭天皇             | 19 允恭天皇             |  |  |             |             |             |             |             |             |  |  |                             |                             |                             |                             |                             |                             |  |  | 意富富杼王     | 意富富杼王     | 意富富杼王     | 意富富杼王     | 意富富杼王     | 意富富杼王     |  |  | 忍坂大中姫 （允恭天皇后） | 忍坂大中姫 （允恭天皇后） | 忍坂大中姫 （允恭天皇后） | 忍坂大中姫 （允恭天皇后） | 忍坂大中姫 （允恭天皇后） | 忍坂大中姫 （允恭天皇后） |  |  |  |  |  |  |  |  |  |  |  |  |  |  |  |  |  |  |  |  |  |  |  |  |  |  |  |  |  |  |
|                           |                           |                           |                           |                           |                           |  |  | 17 履中天皇  | 17 履中天皇  | 17 履中天皇  | 17 履中天皇  | 17 履中天皇  | 17 履中天皇  |  |  | 18 反正天皇               | 18 反正天皇               | 18 反正天皇               | 18 反正天皇               | 18 反正天皇               | 18 反正天皇               |  |  | 19 允恭天皇             | 19 允恭天皇             | 19 允恭天皇             | 19 允恭天皇             | 19 允恭天皇             | 19 允恭天皇             |  |  |             |             |             |             |             |             |  |  |                             |                             |                             |                             |                             |                             |  |  | 意富富杼王     | 意富富杼王     | 意富富杼王     | 意富富杼王     | 意富富杼王     | 意富富杼王     |  |  | 忍坂大中姫 （允恭天皇后） | 忍坂大中姫 （允恭天皇后） | 忍坂大中姫 （允恭天皇后） | 忍坂大中姫 （允恭天皇后） | 忍坂大中姫 （允恭天皇后） | 忍坂大中姫 （允恭天皇后） |  |  |  |  |  |  |  |  |  |  |  |  |  |  |  |  |  |  |  |  |  |  |  |  |  |  |  |  |  |  |
|                           |                           |                           |                           |                           |                           |  |  |              |              |              |              |              |              |  |  |                           |                           |                           |                           |                           |                           |  |  |                         |                         |                         |                         |                         |                         |  |  |             |             |             |             |             |             |  |  |                             |                             |                             |                             |                             |                             |  |  |                |                |                |                |                |                |  |  |                           |                           |                           |                           |                           |                           |  |  |  |  |  |  |  |  |  |  |  |  |  |  |  |  |  |  |  |  |  |  |  |  |  |  |  |  |  |  |
|                           |                           |                           |                           |                           |                           |  |  | 市辺押磐皇子 | 市辺押磐皇子 | 市辺押磐皇子 | 市辺押磐皇子 | 市辺押磐皇子 | 市辺押磐皇子 |  |  | 木梨軽皇子                | 木梨軽皇子                | 木梨軽皇子                | 木梨軽皇子                | 木梨軽皇子                | 木梨軽皇子                |  |  | 20 安康天皇             | 20 安康天皇             | 20 安康天皇             | 20 安康天皇             | 20 安康天皇             | 20 安康天皇             |  |  | 21 雄略天皇 | 21 雄略天皇 | 21 雄略天皇 | 21 雄略天皇 | 21 雄略天皇 | 21 雄略天皇 |  |  |                             |                             |                             |                             |                             |                             |  |  | 乎非王         | 乎非王         | 乎非王         | 乎非王         | 乎非王         | 乎非王         |  |  |                           |                           |                           |                           |                           |                           |  |  |  |  |  |  |  |  |  |  |  |  |  |  |  |  |  |  |  |  |  |  |  |  |  |  |  |  |  |  |
|                           |                           |                           |                           |                           |                           |  |  | 市辺押磐皇子 | 市辺押磐皇子 | 市辺押磐皇子 | 市辺押磐皇子 | 市辺押磐皇子 | 市辺押磐皇子 |  |  | 木梨軽皇子                | 木梨軽皇子                | 木梨軽皇子                | 木梨軽皇子                | 木梨軽皇子                | 木梨軽皇子                |  |  | 20 安康天皇             | 20 安康天皇             | 20 安康天皇             | 20 安康天皇             | 20 安康天皇             | 20 安康天皇             |  |  | 21 雄略天皇 | 21 雄略天皇 | 21 雄略天皇 | 21 雄略天皇 | 21 雄略天皇 | 21 雄略天皇 |  |  |                             |                             |                             |                             |                             |                             |  |  | 乎非王         | 乎非王         | 乎非王         | 乎非王         | 乎非王         | 乎非王         |  |  |                           |                           |                           |                           |                           |                           |  |  |  |  |  |  |  |  |  |  |  |  |  |  |  |  |  |  |  |  |  |  |  |  |  |  |  |  |  |  |
|                           |                           |                           |                           |                           |                           |  |  |              |              |              |              |              |              |  |  |                           |                           |                           |                           |                           |                           |  |  |                         |                         |                         |                         |                         |                         |  |  |             |             |             |             |             |             |  |  |                             |                             |                             |                             |                             |                             |  |  |                |                |                |                |                |                |  |  |                           |                           |                           |                           |                           |                           |  |  |  |  |  |  |  |  |  |  |  |  |  |  |  |  |  |  |  |  |  |  |  |  |  |  |  |  |  |  |
|                           |                           |                           |                           |                           |                           |  |  | 飯豊青皇女   | 飯豊青皇女   | 飯豊青皇女   | 飯豊青皇女   | 飯豊青皇女   | 飯豊青皇女   |  |  | 24 仁賢天皇               | 24 仁賢天皇               | 24 仁賢天皇               | 24 仁賢天皇               | 24 仁賢天皇               | 24 仁賢天皇               |  |  | 23 顕宗天皇             | 23 顕宗天皇             | 23 顕宗天皇             | 23 顕宗天皇             | 23 顕宗天皇             | 23 顕宗天皇             |  |  | 22 清寧天皇 | 22 清寧天皇 | 22 清寧天皇 | 22 清寧天皇 | 22 清寧天皇 | 22 清寧天皇 |  |  | 春日大娘皇女 （仁賢天皇后） | 春日大娘皇女 （仁賢天皇后） | 春日大娘皇女 （仁賢天皇后） | 春日大娘皇女 （仁賢天皇后） | 春日大娘皇女 （仁賢天皇后） | 春日大娘皇女 （仁賢天皇后） |  |  | 彦主人王       | 彦主人王       | 彦主人王       | 彦主人王       | 彦主人王       | 彦主人王       |  |  |                           |                           |                           |                           |                           |                           |  |  |  |  |  |  |  |  |  |  |  |  |  |  |  |  |  |  |  |  |  |  |  |  |  |  |  |  |  |  |
|                           |                           |                           |                           |                           |                           |  |  | 飯豊青皇女   | 飯豊青皇女   | 飯豊青皇女   | 飯豊青皇女   | 飯豊青皇女   | 飯豊青皇女   |  |  | 24 仁賢天皇               | 24 仁賢天皇               | 24 仁賢天皇               | 24 仁賢天皇               | 24 仁賢天皇               | 24 仁賢天皇               |  |  | 23 顕宗天皇             | 23 顕宗天皇             | 23 顕宗天皇             | 23 顕宗天皇             | 23 顕宗天皇             | 23 顕宗天皇             |  |  | 22 清寧天皇 | 22 清寧天皇 | 22 清寧天皇 | 22 清寧天皇 | 22 清寧天皇 | 22 清寧天皇 |  |  | 春日大娘皇女 （仁賢天皇后） | 春日大娘皇女 （仁賢天皇后） | 春日大娘皇女 （仁賢天皇后） | 春日大娘皇女 （仁賢天皇后） | 春日大娘皇女 （仁賢天皇后） | 春日大娘皇女 （仁賢天皇后） |  |  | 彦主人王       | 彦主人王       | 彦主人王       | 彦主人王       | 彦主人王       | 彦主人王       |  |  |                           |                           |                           |                           |                           |                           |  |  |  |  |  |  |  |  |  |  |  |  |  |  |  |  |  |  |  |  |  |  |  |  |  |  |  |  |  |  |
|                           |                           |                           |                           |                           |                           |  |  |              |              |              |              |              |              |  |  |                           |                           |                           |                           |                           |                           |  |  |                         |                         |                         |                         |                         |                         |  |  |             |             |             |             |             |             |  |  |                             |                             |                             |                             |                             |                             |  |  |                |                |                |                |                |                |  |  |                           |                           |                           |                           |                           |                           |  |  |  |  |  |  |  |  |  |  |  |  |  |  |  |  |  |  |  |  |  |  |  |  |  |  |  |  |  |  |
|                           |                           |                           |                           |                           |                           |  |  |              |              |              |              |              |              |  |  | 手白香皇女 （継体天皇后） | 手白香皇女 （継体天皇后） | 手白香皇女 （継体天皇后） | 手白香皇女 （継体天皇后） | 手白香皇女 （継体天皇后） | 手白香皇女 （継体天皇后） |  |  | 25 武烈天皇             | 25 武烈天皇             | 25 武烈天皇             | 25 武烈天皇             | 25 武烈天皇             | 25 武烈天皇             |  |  |             |             |             |             |             |             |  |  |                             |                             |                             |                             |                             |                             |  |  | 26 継体天皇    | 26 継体天皇    | 26 継体天皇    | 26 継体天皇    | 26 継体天皇    | 26 継体天皇    |  |  |                           |                           |                           |                           |                           |                           |  |  |  |  |  |  |  |  |  |  |  |  |  |  |  |  |  |  |  |  |  |  |  |  |  |  |  |  |  |  |
|                           |                           |                           |                           |                           |                           |  |  |              |              |              |              |              |              |  |  | 手白香皇女 （継体天皇后） | 手白香皇女 （継体天皇后） | 手白香皇女 （継体天皇后） | 手白香皇女 （継体天皇后） | 手白香皇女 （継体天皇后） | 手白香皇女 （継体天皇后） |  |  | 25 武烈天皇             | 25 武烈天皇             | 25 武烈天皇             | 25 武烈天皇             | 25 武烈天皇             | 25 武烈天皇             |  |  |             |             |             |             |             |             |  |  |                             |                             |                             |                             |                             |                             |  |  | 26 継体天皇    | 26 継体天皇    | 26 継体天皇    | 26 継体天皇    | 26 継体天皇    | 26 継体天皇    |  |  |                           |                           |                           |                           |                           |                           |  |  |  |  |  |  |  |  |  |  |  |  |  |  |  |  |  |  |  |  |  |  |  |  |  |  |  |  |  |  |
|                           |                           |                           |                           |                           |                           |  |  |              |              |              |              |              |              |  |  |                           |                           |                           |                           |                           |                           |  |  |                         |                         |                         |                         |                         |                         |  |  |             |             |             |             |             |             |  |  |                             |                             |                             |                             |                             |                             |  |  |                |                |                |                |                |                |  |  |                           |                           |                           |                           |                           |                           |  |  |  |  |  |  |  |  |  |  |  |  |  |  |  |  |  |  |  |  |  |  |  |  |  |  |  |  |  |  |
|                           |                           |                           |                           |                           |                           |  |  |              |              |              |              |              |              |  |  |                           |                           |                           |                           |                           |                           |  |  |                         |                         |                         |                         |                         |                         |  |  |             |             |             |             |             |             |  |  |                             |                             |                             |                             |                             |                             |  |  |                |                |                |                |                |                |  |  |                           |                           |                           |                           |                           |                           |  |  |  |  |  |  |  |  |  |  |  |  |  |  |  |  |  |  |  |  |  |  |  |  |  |  |  |  |  |  |

応神天皇は後に男系断絶した仁徳天皇皇統と現在まで続く継体天皇皇統の共通の男系祖先である。そのため後世に皇祖神として奉られることになった。早くから神仏習合がなり八幡大菩薩（はちまんだいぼさつ）と称され、神社内に神宮寺が作られ各地の八幡宮に祭られた。平安時代後期以降は清和源氏や桓武平氏など皇別氏族の武家が武功を立てる際に氏神として大いに神威を発揮したことで武神「弓矢八幡」として崇敬を集めた。

## 后妃・皇子女

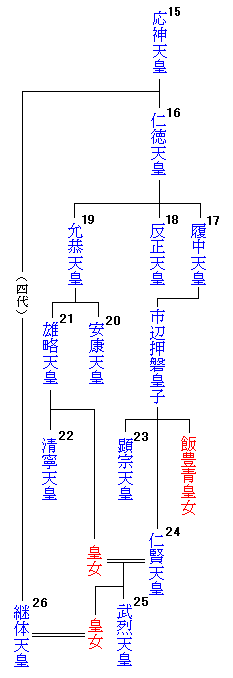
天皇系図 15～26代

- 皇后：仲姫命（なかつひめのみこと、中日売命） - 品陀真若王（五百城入彦皇子王子）女
  - 荒田皇女（あらたのひめみこ、木之荒田郎女）
  - 大鷦鷯尊（おおさざきのみこと、大雀命・仁徳天皇）
  - 根鳥皇子（ねとりのみこ） - 大田君祖
- 妃：高城入姫命（たかきのいりびめ、高木之入日売命） - 品陀真若王女、仲姫命同母姉
  - 額田大中彦皇子（ぬかたのおおなかつひこのみこ）
  - 大山守皇子（おおやまもりのみこ） - 土形君・榛原君祖
  - 去来真稚皇子（いざのまわかのみこ、伊奢之真若命） - 深河別祖
  - 大原皇女（おおはらのひめみこ） - 『先代旧事本紀』は弟姫命の所生とする。
  - 澇来田皇女（こむくたのひめみこ、高目郎女）
- 妃：弟姫命（おとひめ、弟日売命） - 品陀真若王女、仲姫命同母妹
  - 阿倍皇女（あへのひめみこ）
  - 淡路御原皇女（あわじのみはらのひめみこ、阿具知能三腹郎女） - 根鳥皇子妃
  - 紀菟野皇女（きのうののひめみこ、木之菟野郎女）
  - 滋原皇女（しげはらのひめみこ） - 記紀に見えず、『先代旧事本紀』より補う。
  - 三野郎女（みののいらつめ）
- 妃：宮主宅媛（みやぬしやかひめ、宮主矢河枝比売） - 和珥日触使主女。『先代旧事本紀』には物部多遅摩連女の山無媛とある。
  - 菟道稚郎子皇子（うじのわきいらつこのみこ、宇遅能和紀郎子） - 応神天皇皇太子
  - 矢田皇女（やたのひめみこ、八田皇女・八田若郎女） - 仁徳天皇皇后（仁徳は異母兄）
  - 雌鳥皇女（めとりのひめみこ、女鳥王） - 隼総別皇子妃（隼総別は異母弟）。仁徳に求婚されたが隼総別と結婚し、のちに仁徳に反逆したことにより夫婦とも殺害される[6]。
- 妃：小甂媛（おなべひめ） - 和珥日触使主女、宮主宅媛妹。『先代旧事本紀』には物部多遅摩連女の香室媛とある。
  - 菟道稚郎女皇女（うじのわきいらつめのひめみこ、宇遅能若郎女） - 仁徳天皇妃（仁徳は異母兄）
- 妃：息長真若中比売（おきながまわかなかつひめ、弟媛） - 河派仲彦王（息長田別王子、日本武尊孫）女
  - 稚野毛二派皇子（わかぬけのふたまたのみこ、若沼毛二俣王） - 息長君等祖、継体天皇高祖父、忍坂大中姫・衣通姫父
- 妃：糸媛（いとひめ、糸井比売） - 桜井田部連島垂根女、男鉏妹
  - 隼総別皇子（はやぶさわけのみこ、隼別皇子、速総別命）
- 妃：日向泉長媛（ひむかのいずみのながひめ）
  - 大葉枝皇子（おおはえのみこ、大羽江王）
  - 小葉枝皇子（おはえのみこ、小羽江王）
  - 幡日之若郎女（はたびのわかいらつめ） - 履中天皇皇后
- 妃：迦具漏比売（かぐろひめ） - 須売伊呂大中日子王（稚武彦王王子、日本武尊孫）王女[注釈 1]
  - 川原田郎女（かわらたのいらつめ）
  - 玉郎女（たまのいらつめ）
  - 忍坂大中比売[注釈 2]
  - 登富志郎女
  - 迦多遅王（かたじのみこ、堅石王）
- 妃：葛城野伊呂売（かつらぎののいろめ、怒能伊呂比売？） - 武内宿禰女？
  - （伊奢能麻和迦王） - 去来真稚皇子の重複か。
- 妃：兄媛（えひめ） - 吉備武彦命（稚武彦命子）女、吉備御友別妹

## 年譜
『日本書紀』の伝えるところによれば、以下のとおりである。機械的に西暦に置き換えた年代については「上古天皇の在位年と西暦対照表の一覧」を参照。
| 帝号       | 年             | 月   | 事績 |
| ---------- | -------------- | ---- | --- |
| 仲哀       | 9年            | 12月 | 誕生 |
| 神功(摂政) | 3年            | 1月  | 皇太子に立てられる。3歳                                                                                              |
| 神功(摂政) | 13年           | 2月  | 武内宿禰と角鹿（敦賀）の笥飯大神へ参拝                                                                               |
| 応神       | 元年           | 1月  | 即位。70歳 |
| 応神       | 2年（391年?）  | 3月  | 仲姫命を立后 日本が海を渡り百済・任那・新羅を服属した（百済は辰斯王、新羅は奈勿王、高句麗は好太王の時代）            |
| 応神       | 3年            | 10月 | 蝦夷に厩坂道を作らせる                                                                                               |
| 応神       | 3年            | 11月 | 阿曇連の祖の大濱宿禰に海人を平定させる                                                                               |
| 応神       | 5年            | 8月  | 海人部と山守部を定める                                                                                               |
| 応神       | 5年            | 10月 | 伊豆国に長さ十丈の船を造らせ、これを枯野と名付ける                                                                   |
| 応神       | 6年            | 2月  | 近江国へ行幸 |
| 応神       | 7年            | 9月  | 高麗人・百済人・任那人・新羅人に韓人池を造らせる                                                                     |
| 応神       | 8年            | 3月  | 百済の皇子直支の来朝                                                                                                 |
| 応神       | 9年            | 4月  | 武内宿禰が筑紫を観察。弟の甘美内宿禰が兄を廃しようと讒言                                                             |
| 応神       | 11年           | 10月 | 剣池・軽池・鹿垣池・厩坂池を作る                                                                                     |
| 応神       | 13年           | 3月  | 美人と名高い日向の髪長媛を呼び寄せる                                                                                 |
| 応神       | 13年           | 9月  | 来朝した髪長媛を大鷦鷯尊に譲る                                                                                       |
| 応神       | 14年           | 2月  | 百済が絹衣工女を献上 秦氏の祖の弓月君が来朝を希望したので葛城襲津彦を派遣。以後、三年帰国せず                        |
| 応神       | 15年           | 8月  | 百済が阿直岐を派遣して馬を献上                                                                                       |
| 応神       | 16年           | 2月  | 阿直岐の紹介で王仁が来朝。数々の典籍を伝え、阿直岐と共に菟道稚郎子（後に皇太子となる）の師となる                     |
| 応神       | 16年           | 8月  | 平群木菟と的戸田を派遣、弓月君を来朝させ葛城襲津彦を連れ戻す                                                         |
| 応神       | 19年           | 10月 | 吉野に行幸。倭漢直の祖の阿知使主・都加使主が来朝                                                                     |
| 応神       | 20年（409年?） |      | 百済へ使者を送る。百済の直支王（腆支王）は恭しく歓待した。天皇は直支王へ太陽光を当てると暗闇でも光る夜明珠を下賜した |
| 応神       | 22年           | 3月  | 難波の大隅宮へ行幸。妃の兄媛を実家の吉備に返す                                                                       |
| 応神       | 22年           | 9月  | 難波から淡路島、吉備へ行幸。兄媛の兄弟と甥たちに吉備の統治権を与える                                                 |
| 応神       | 25年           |      | 百済の直支王が薨去し、久爾辛王（久尓辛王）が即位                                                                     |
| 応神       | 28年           | 9月  | 高麗から遣使。漢文を読める菟道稚郎子が表書きの無礼を理解して怒る                                                     |
| 応神       | 31年           | 8月  | 武庫水門で新羅人の過失により枯野船が炎上。焼け残りの木で塩と琴を作る                                                 |
| 応神       | 37年           | 2月  | 阿知使主・都加使主を呉（東晋あるいは南朝宋）に派遣                                                                   |
| 応神       | 39年（428年?） |      | 百済の直支王が妹の新斉都媛と7人の女性を遣わす（25年記事と明らかに矛盾）                                              |
| 応神       | 40年           | 1月  | 菟道稚郎子を立太子                                                                                                   |
| 応神       | 41年           | 2月  | 崩御。宝算は110歳（『日本書紀』）、130歳（『古事記』）                                                               |
| 応神       | 41年           | 2月  | 阿知使主・都加使主が帰国                                                                                             |

## 皇居
『日本書紀』では即位後の遷都記事がなく、神功皇后の磐余若桜宮（奈良県桜井市池之内）をそのまま使っていたことになる。行宮としては難波大隅宮（なにわのおおすみのみや。現在の大阪市東淀川区大隅、一説に同市中央区）がある。崩御した地は大隅宮とも明宮ともされる。『古事記』では軽島之明宮を皇居としている。現在は応神天皇の皇居として軽島豊明宮（かるしまのとよあきらのみや、現在の奈良県橿原市大軽町）が比定されている。

## 陵・霊廟

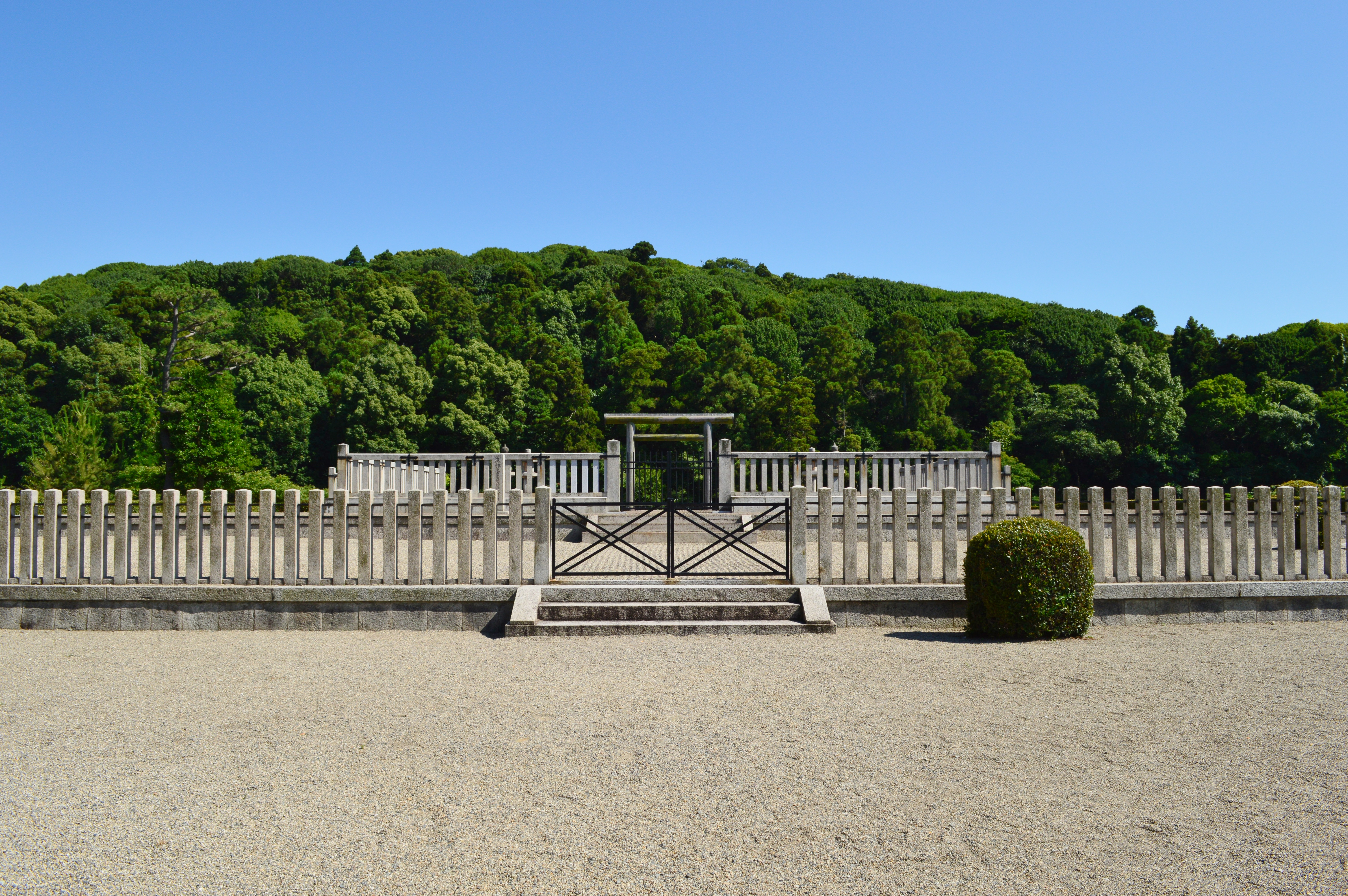
応神天皇 惠我藻伏崗陵
（大阪府羽曳野市）

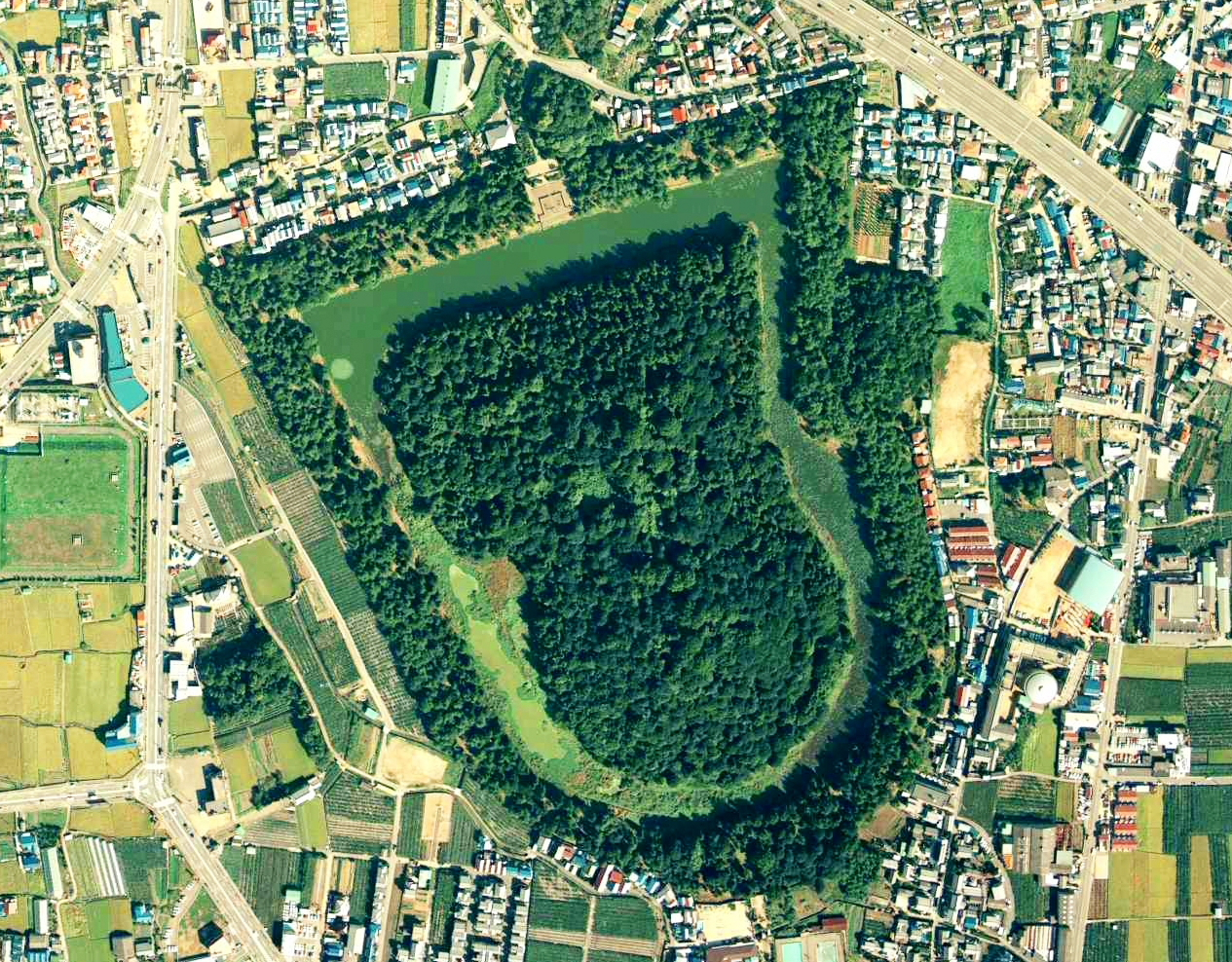

陵（みささぎ）の名は惠我藻伏崗陵（恵我藻伏岡陵：えがのもふしのおかのみささぎ）。宮内庁により大阪府羽曳野市誉田6丁目にある遺跡名「誉田御廟山古墳」に治定されている。墳丘長約420メートルの前方後円墳である。宮内庁上の形式は前方後円。
『日本書紀』には陵名の記載はないが、雄略紀に「蓬蔂丘（いちびこのおか）の誉田陵」とある。『古事記』には「御陵は川内の恵賀（えが）の裳伏（もふし）岡にあり」とある。『延喜式』諸陵寮には「惠我藻伏崗山陵」として「兆域東西五町、南北五町、陵戸二烟、守戸三烟」と見える。誉田御廟山古墳は大仙陵古墳（仁徳天皇陵）に次ぐ（第2位の規模）5世紀初造営ともいわれる大前方後円墳である。ただし考古学の絶対年代はよほど強力な史料などが出ない限り、常に浮動的であることに注意する必要がある。1980年以降、河川改修工事に伴い古墳の濠（ほり）と外の堤の発掘調査が行われ、それにより多くの事象が明らかになった（詳しくは「考証」の項参照）。また、2011年宮内庁により考古学者らの立ち入り調査が認められた。
上記とは別に、大阪府堺市北区百舌鳥本町にある遺跡名「御廟山古墳」が宮内庁により百舌鳥陵墓参考地（もずりょうぼさんこうち）として治定されており、応神天皇が被葬候補者に想定されている。
また皇居では、皇霊殿（宮中三殿の1つ）において他の歴代天皇・皇族とともに天皇の霊が祀られている。
1945年（昭和20年）11月29日、昭和天皇から皇族に対して、歴代各陵に対し戦争終熄へのお詫びと日本の復興に対する御加護を祈るため歴代山陵に代拝するよう命令があった。応神天皇陵には翌12月、朝香宮鳩彦王が代拝を行っている。

## 伝承
※ 史料は、特記のない限り『日本書紀』に拠る。

### 誕生
応神天皇こと誉田別尊の誕生は神秘に彩られている。
出生前の仲哀天皇8年、母の気長足姫（神功皇后）は筑紫橿日宮で神託を行い「海を渡り金銀財宝のある新羅を攻めるべし」という託宣を受けた。父帝はこれに背いたため天神地祇は皇后のお腹の中にいた皇子に三韓を与えることにした。まもなく父帝は崩御し、皇后は託宣を現実のものとするため新羅遠征を行い成功させた。皇后は遠征と出産が重ならぬよう月延石や鎮懐石と呼ばれる石をお腹に当てて出産を遅らせた。父帝が崩御してちょうど十月十日後に筑紫で誕生した皇子は誉田別尊（ほむたわけのみこと）と名付けられた。その腕の肉が弓具の鞆（ほむた）のように盛り上がっていた事に由来し「ほむた」の音に「譽田」の字をあてたものだという。母の神功皇后の胎内にあったときから皇位に就く宿命にあったので「胎中天皇」とも称された。
誉田別尊を君主と認めない異母兄の麛坂王・忍熊王の策謀は皇后と武内宿禰らに平定され、皇太后となった母の摂政のもと誉田別尊は三歳（計算上は四歳）で太子となった。71歳での即位まで母の神功皇后が摂政したという。そうであれば西暦367年－437年は天皇不在となる（神功皇后は女帝と認められていないため）。

### 氣比神宮参詣
神功皇后摂政13年2月8日、14歳の誉田別尊は武内宿禰に連れられ禊のため角鹿（敦賀）の笥飯大神に参詣した。角鹿は父帝が笥飯宮を設け母后が熊襲征伐と新羅遠征へ出発した地であり、太子の角鹿参詣によって一連の出征が終わったと解釈できる。このとき太子の誉田別尊と大神の去来紗別尊（いざさわけのみこと）が互いの名を交換したという説話がある。『書紀』は分注に一伝として「誉田別尊の元の名は去来紗別尊といい氣比神宮の笥飯大神と名前を交換して誉田別尊の名を得たのであろうが、他に所見なく未詳」としている。『古事記』でも同様の説話があるが、さらにその続きとして「魚（な）と名（な）の交換」の説話がある。「名の交換」とはこれの誤伝とする説が有力である。詳しくは「氣比神宮」参照。17日、太子が角鹿から戻ると母后は大殿で宴を開き、祝いの酒を飲み交わして歌を詠んだ。
これに対し武内宿禰が太子に代わって返歌をした。

## 信仰
誉田別命（応神天皇）が崩御して久しい欽明天皇32年（571年）、その神霊が豊前国宇佐に初めて示顕したと伝わる。これが八幡神である。誉田別命を主神として母の神功皇后、比売神を合わせて八幡三神として祀られてもいる。なお本来の八幡神は豊前国宇佐で信仰されていた土着神で由来は誉田別命と無関係である。習合が始まったのは奈良時代後期から平安時代初期とされる。

## 考証

### 政権の成立と豪族との関係
塚口義信はヤマト王権内部の奈良盆地北部に拠点を置いた「佐紀政権」が４世紀末に内部分裂した際に反主流派だった応神天皇に味方したのが葛城氏、和邇氏、吉備氏（の前身集団）だったという。
この佐紀政権の内部分裂を応神が制した結果、主導勢力は佐紀から河内に移り、ヤマト王権はきわめて軍事的色彩の強い性格に変質し、従来の丹後方面からの半島ルートより瀬戸内海経由の半島ルートを重視し、朝鮮半島に積極的に進出したという。また葛城氏は5世紀を通じて大王家のもっとも重要な婚族として、大王家外戚として強大な勢力を有した。
また井上光貞は葛城氏と並んで日向の諸県君（もろがたのきみ）も外戚家として重きをなしたとして、これらのことは「史実と見るべき可能性が大である」と述べている。事実、日向国は古墳時代を通じて九州でも巨大古墳の造営された地域と言われている。天孫降臨神話や神武東征の話しもこの当時の大王家と日向の勢力との婚姻関係が関係している可能性があるのではないかとも言われる。

### 倭の五王への比定
中国の史書との相対比較から、『宋書』や『梁書』に見える倭の五王の「倭王讃」に比定する説がある。この説を初めて唱えたのは前田直典である。この説では「讃」を名前の一部「ほむ」（誉める）の漢訳とする。応神天皇37年（306年、120年繰り下げると426年）に阿知使主らを「呉」に派遣した記事と、425年に讃が曹達らを派遣してきたという宋書の記事の関連が窺われる。

### 諡号か実名か
諡号である「誉田別」（ほむだわけ）は生前に使われた実名だったとする説がある。応神天皇から26代継体天皇にかけての名は概して素朴なもので装飾性が少なく、21代雄略天皇の「幼武」（わかたける）のように明らかに生前の実名と証明されたものもある。しかし確実性を増してからの書紀の記述によれば、和風諡号を追号するようになったのは6世紀の半ば以降と見られる。

### 紀年
年代に関して、『日本書紀』では応神天皇3年条（272年→392年）に百済の辰斯王が薨去したことが記述されており、『三国史記』の「百済本紀」でも辰斯王が死去したと記述されている年は西暦392年である。また、『日本書紀』での応神天皇8年条（277年→397年）に「百済記（百済三書の一つ）によると阿花王（あくえおう、あかおう）が王子直支を遣わした」と記述されており、『三国史記』「百済本紀」において阿花王（阿莘王/阿芳王と記載）が太子腆支（直支のこと）を倭へ遣わしたと記述されている年（阿莘王6年）は西暦397年である。また『日本書紀』では応神天皇16年条（285年→405年）に百済の阿花王が死去したと記述されている年も、『三国史記』「百済本紀」において阿花王（阿莘王/阿芳王と記載）が死去したと記述されている年（阿莘王14年）西暦405年と一致している。 （詳しくは百済史年表を参照）さらに、『日本書紀』で直支王が薨去したことが記述されている年（応神天皇25年条（414年））に関しても中国の史書『梁書』・『宋書』との記述と一致しており、神功皇后摂政55年（375年）から応神天皇25年（414年）までは実年が特定可能である。
一方、『古事記』では応神天皇の崩御を甲午年（394年）とし、宝算を130歳と記している。また仲哀天皇の崩御年（応神天皇の誕生年と推定される）を壬戌年（362年）と記している。阿知吉師（阿直岐）の渡来も『日本書紀』が記す阿花王の時代ではなく照古王（近肖古王）の時代としている。

## 実在性を巡る論争
応神天皇については、かつて日本史学界で実在か、非実在かを巡って激しい論戦が戦わされた。以下にそれを略述する。

### 実在説
実在した場合、4世紀後半から5世紀初頭に実在した可能性が高いと見られている。
以下、文献史学の歴史学者たちの意見を要約して記す。近年の天皇陵古墳の発掘調査・立ち入り調査で判明した事実は別項に記す。
- 井上光貞は、応神天皇の存在を支持し、『記紀』に記された事跡が具体的で、朝鮮の史書との一致も見られると主張し、「確実に実在をたしかめられる最初の天皇」として応神天皇を位置付けている。
- 吉村武彦は、応神天皇が新羅や百済を含む広範な領土を支配していた可能性を強調し、応神天皇の実在性を支持している。[25]。
- 河内春人は、応神（ホムタワケ・ホムツワケ）のモデルは朝鮮半島特に百済との交渉を開始した人物であり、伝承の中で五世紀の倭王の始祖的地位に押し上げられていった、とした[26]。ただ、それはホムタワケが最初の大王であったというわけではなく、五世紀の大王達にとって支配すべき世界を創り上げた画期となる偉大なる大王として位置付けたということである[27]。

河内の研究を要約すると下記のとおりである。
- アフリカの無文字文明集団における首長継承伝承の研究[28]を参考に、神武から応神までが父子直系継承であり、応神の子の仁徳から傍系継承が語られるのは、5世紀の頃の記録が曖昧になろうとも、そこに大きな区切りがあることまでは忘れられなかったことを表している。
- 記紀が「ホムタワケ」、「上宮記」が「ホムツワケ」としているのは始祖を同じくする異なる王族（皇族）集団が別個に系譜を作成しそれぞれが独自の系譜を伝承したからだとした[26]。
- 朝鮮半島から贈られた七支刀の贈与相手の「倭王」も応神天皇であっただろうと推測している[26] [29]。

### 非実在説
一方、文献史学者たちの間でも応神天皇非実在説を取るものもいる。岡田英弘・直木孝次郎らである。
彼らは応神天皇は神であって実在の人物ではないとした。岡田は「応神天皇の五世孫」として即位した越前国（近江国ともされる）出身の26代継体天皇の祖先神であるとして、その実在性を否定している。
岡田は、『古事記』は偽書として否定し、『日本書紀』応神天皇紀を分析した。結果として、応神天皇紀は応神天皇と無関係の説話をただ羅列しただけだとした。岡田の『日本書紀』の分析を要約すると下記のようになる。
- 全ての説話で応神は主役ではなく、脇役でしかない。これは元々あった説話に架空人物の応神をはめ込んだためであろう。
- 初代天皇は仁徳である。『宋書』倭国伝にいう「祖禰」は「祖の禰」と読むべきで、これが仁徳天皇のことである。
- 大仙陵古墳の存在から仁徳天皇の実在は疑えず、最大の古墳は初代天皇にふさわしい。
- 従って、仁徳以前の天皇は全て架空の人物である。
- 『日本書紀』仁徳天皇紀は応神紀と異なり、説話の羅列ではなく具体的事績が多い、

その前の応神は、仲哀、神功と共に、仁徳以降の天皇と繋ぎ合わせる為に創作された人物であるとしている。また、直木孝次郎も岡田説と同様の説を唱えていた。。
ただし、『宋書』倭国伝にいう「祖禰」は「祖の禰」と読むべきだという岡田説は京都大学教授の東洋哲学者湯浅幸孫により「祖禰は単に祖先という意味で、無理に人名として読む必要はない」という批判も存在していた。そうすると、岡田・直木説の論拠のうち、学問的に動かないのは『日本書紀』の分析を除くと大仙陵古墳＝仁徳天皇陵であるということが主軸となっていた。また、この頃の考古学では、誉田御廟山古墳の被葬者は応神天皇ではないとされていた。

### 近年の考古学の発掘調査・立入調査の結果として判明した事実
近年の考古学の進展は目覚ましいものがあり、年輪年代学の進歩により古墳から出土した木の年代が科学的に分かるようになった。
これにより、過去の古墳の年代測定は覆された。
考古学者の白石太一郎は、「（岡田・直木説[応神非実在説]が出た）70年代はまだ科学が未熟だったので、年輪年代学がまだ古代遺跡の異物の年代測定で使えず、古墳の年代も誤ってしまっていた」としている。
木と隣接して出土することが多い埴輪・須恵器の年代もほぼ確定できるようになった。また応神天皇陵だと宮内庁がしていた誉田御廟山古墳については、1980年以降、河川改修工事に伴い古墳の濠（ほり）と外の堤の発掘調査が行われた。この発掘調査により多くの成果が明らかになった。また2008年の宮内庁の墳丘立ち入り調査でも墳丘前方部に巨大な土壇があり、埋葬者が別にいることが発見された。以下、考古学者の白石太一郎の説により発掘の分析結果を記す。
- 誉田御廟山古墳の発掘調査で出土した木と埴輪がほぼ応神天皇の時代と一致する。
- 円筒埴輪は五世紀の第一四半期である。
- 木は401年くらいである。ただし前後60年の誤差がある。

上記のことから応神天皇陵＝誉田御廟山古墳であることはほぼ確実と見られている。
逆に仁徳天皇陵＝大仙古墳という岡田・直木説の大前提は、大仙古墳から出土した遺物と仁徳天皇の年代が合わず、考古学者の岸本直文は「年代的には允恭天皇陵であった可能性があり、巨大だったので過去には古代史で一番業績が大きな天皇である仁徳天皇陵だとされてしまったのではないか」としている。

## 応神新王朝説
特殊な出生伝承や前代の仲哀天皇の実在可能性の低さなどから、応神天皇をそれ以前の皇統とは無関係な人物と考え、新たに興った新王朝の創始者とする説がある。この応神から始まる王朝は河内に宮や陵を多く築いていることから「河内王朝」、また「ワケ」の名がついた天皇が多いことから「ワケ王朝」などと学者らによって呼称される。